# 宁国公主 (唐敬宗)
宁国公主（820年代—880年代），唐朝公主，是中国唐朝第十三代皇帝唐敬宗李湛的三个女儿之一。她的生母不详，史书记载了她的封号宁国公主。据史书记载在唐僖宗乾符四年（877年），唐僖宗命她与姑姑安康公主、姐妹天长公主、永兴公主、唐文宗女兴唐公主回到南内居住。没有关于宁国公主是否婚嫁的记载，她在唐僖宗广明年间去世。